# مامادو ديالو (لاعب كرة قدم مواليد 1994)
مامادو ديالو هو لاعب كرة قدم غيني، ولد في 19 سبتمبر 1994 في السنغال. شارك مع منتخب غينيا لكرة القدم. أما مع النوادي، فقد لعب مع نادي سوشو ونادي غرونوبل ونادي كريتيل.

## وصلات خارجية
- مامادو ديالو (لاعب كرة قدم مواليد 1994) على موقع قاعدة بيانات كرة القدم.إي يو (الإنجليزية)
- مامادو ديالو (لاعب كرة قدم مواليد 1994) على موقع ناشيونال فوتبول تيمز (الإنجليزية)
- مامادو ديالو (لاعب كرة قدم مواليد 1994) على موقع Soccerway.com (الإنجليزية)
- مامادو ديالو (لاعب كرة قدم مواليد 1994) على موقع عالم كرة القدم.نت (الإنجليزية)